# Терещенко Федір Артемійович
Фе́дір Арте́мійович Тере́щенко (8 лютого 1832, Глухів — 15 червня 1894) — багатий український підприємець, меценат, колекціонер, почесний громадянин міста Києва. Похований у родовій погребельні сім'ї Терещенків у нижньому ярусі Трьох-Анастасіївської церкви.
В Глухові неодноразово займав високі громадські посади — мирового судді, бургомістра міського магістрату.
Опікував засновані родиною Терещенків в місті заклади.
Переселившись до Москви, не перестав займатися широкою благодійницькою діяльністю, входив до складу рад, очолював московські благодійні комітети.
1875 року переїхав до Києва, одразу був обраний гласним міської думи.
В Києві фінансував благодійні заходи, що проводилися в місті, з того: будівництво і утримання Рубежівської колонії — для навчання ремеслам малолітніх злочинців; нічліжного та пологового будинків на Нижньому Валу.
В своєму будинку на вулиці Терещенківській, 9 влаштував картинну галерею для відвідування киянами.
Купував твори передвижників — на аукціонах, конкуруючи з П. М. Третьяковим.
У нього часто гостювали видатні художники: І. Ю. Рєпін, І. І. Шишкін, І. М. Крамськой.
Зібрані Федором Терещенком твори склали основу київського Музею мистецтв імені Богдана та Варвари Ханенків.
За два дні до смерті пожертвував 25 тисяч карбованців на будівництво Міського музею (Національний художній музей України).

## Родина
Перша дружина — Марія Павлівна Подланева. Вдруге одружився з Надією Володимирівною Хлоповою - донькою губернського ревізора акцизного правління В. В. Хлопова. Від цього шлюбу в нього були діти:
- Федір (1888—1950), меценат, громадський діяч, авіаконструктор.
- Надія (1887—1967), дружина дійсного статського радника, камергера і дипломата Володимира Володимировича Короб'їна-Муравйова-Апостола.
- Наталія (1890—1987), дружина повітового предводителя дворянства Уварова С. С., вдовою вдруге вийшла заміж за французького льотчика, Луї де Гідона.